# Гарстанг, Джон
Джон Гарстанг (англ. John Garstang; 5 мая 1876, Блэкберн — 12 сентября 1956, Бейрут) — английский археолог, профессор, специалист по ближневосточной археологии. К числу его основных раскопок принадлежат Сакчагёзю (1908), Иерихон (1930—1936) и Мерсин (1936—1939).

## Биография
Родился в Блэкберне 5 мая 1876 года. Был шестым ребёнком Уолтера и Матильды Гарстангов. Учился в Блэкбернской Гимназии, в 1895 году получил стипендию в Колледж Иисуса (Оксфорд) для изучения математики. В Оксфорде Гарстанг увлёкся археологией и участвовал в раскопках в Рибчестере, а затем, во время каникул других романо-британских мест.
Окончив колледж в 1899 году, Гарстанг присоединился к команде Флиндерса Питри в Абидосе. Он занимался раскопками нескольких мест в окрестностях, включая великие гробницы Бейт Халлаф в 1901 году. В 1902 году он впервые провёл свои самостоятельные раскопки у Ракакинах, финансированные комитетом по раскопкам — группой состоятельных жертвователей, которые получали в обмен на покровительство коллекцию предметов из раскопок Гарстанга. Как Питри до него Гарстанг продолжал всю свою карьеру пользоваться услугами Комитетами по раскопкам (Excavation Committees).
В 1902 году Гартсанг также стал приглашённым лектором по египетской археологии в Ливерпульском университете. В 1904 году Гарстанг основал Институт Археологии, присоединённый к университету. В 1907—1941 годах стал первым профессором по методологии и практике археологии в университете. От имени университета Гарстанг вплоть до начала Первой мировой войны проводил раскопки в Египте, Судане и Ближнем Востоке. Он был руководителем Отдела древностей в Палестине под британским руководством в 1920—1926 годах. В 1920—1921 годах вёл раскопки в Ашкелоне. В 1919—1926 годах он был директором Британской школы археологии в Иерусалиме. В 1930—1936 годах провёл крупные раскопки Иерихона, финансируемые Чарльзом Марстоном.
На созданном в 1920-х годах факультете искусств Гарстанг преподавал египтологические основы. Среди его студентов был Пахор Лабиб — будущий руководитель Коптского музея в Каире.
С 1936 года до начала Второй мировой войны Гарстанг раскапывал Юмюк Тепе (Yümük Tepe) под Мерсином. После войны Гарстанг вернулся в Турцию и закончил раскопки в 1948 году. В 1948 году он с помощью других анатолийских археологов, включая Уинфрида Лэмба, основал Британский институт археологии в Анкаре, где стал его первым руководителем (позже эту должность занял Сетон Ллойд).

## Раскопки
Гарстанг участвовал в раскопках, включая:
- Bremetennacum[англ.], (Рибчестер), до 1898;
- Ардоталия[англ.], Меландра, 1899;
- Rutupiae, (Замок Ричборо[англ.]), 1900;
- Навио-римский форт возле Бро-на-Ноэ[англ.], 1903;
- Додинастическое кладбище в Alawniyeh, 1900—1901;
- Додинастическое поселение и раннединастическое кладбище в эль-Махасне, 1900—1901;
- Мастабы III династии возле Бейт Халлаф[англ.], 1900—1901;
- Некрополь Древнего царства возле Ракакинаха[англ.], 1901—1902;
- Бени-Хасан, 1902—1904;
- Негада, 1902—1904;
- Гиераконполис (Нехен), 1904—1905;
- Эсна, 1905—1906;
- Коштамна, Египет, 1905—1906;
- Абидос, Египет, 1906—1909;
- Сакчагёзю, Турция, 1908,1911;
- Мероэ, Судан, 1909—1914;
- Ашкелон, Израиль, 1920—1921;
- Иерихон, Израиль, 1930—1936;
- Юмюк Тепе близ Мерсина, Турция, 1948.

## Публикации
- Garstang, John. A History of Blackburn Grammar School (англ.). — North-East Lancashire Press Co., 1897.
- Garstang, John. El Arábah: a cemetery of the Middle Kingdom: survey of the Old Kingdom temenos: graffiti from the temple of Sety (англ.). — London: Bernard Quaritich, 1901. — Vol. 6. — (Egyptian Research Account).
- Garstang, John. Maḥâsna and Bêt Khallâf (англ.). — London: Bernard Quaritich, 1903. — Vol. 7. — (Egyptian Research Account).
- Garstang, John. Tombs of the third Egyptian dynasty at Reqâqnah and Bêt Khallâf (англ.). — Westminster: Archibald Constable & Co., 1904.
- Garstang, John; Newberry, Percy E. A Short History of Ancient Egypt (англ.). — London: Archibald Constable & Co., 1907.
- Garstang, John. The Burial Customs of Ancient Egypt as illustrated by tombs of the Middle Kingdom, being a report of excavations made in the necropolis of Beni Hassan during 1902-3-4 (англ.). — London: John Constable, 1907.
- Garstang, John. The Land of the Hittites: an account of recent explorations and discoveries in Asia Minor, with descriptions of the Hittite monuments (англ.). — London: Constable and Company, Ltd., 1910.
- Garstang, John. Meroë, the city of the Ethiopians: being an account of a first season's excavations on the site, 1909-1910 (англ.). — Oxford: Oxford University Press, 1911.
- Garstang, John. The excavations at Askalon (англ.). — Washington: G.P.O., 1924. — (Annual report (Smithsonian Institution), 1922).
- Garstang, John. The Hittite Empire: being a survey of the history, geography and monuments of Hittite Asia Minor and Syria (англ.). — London: Constable and Company, Ltd., 1929.
- Garstang, John. The Foundations of Bible History: Joshua, Judges (англ.). — London: Constable & Co., 1931. — (Foundations of Bible History).
- Garstang, John; Spencer, Herbert. The Heritage of Solomon: an historical introduction to the sociology of ancient Palestine (англ.). — London: Williams and Nortgate, 1934.
- Garstang, John (20 сентября 1936). Reprint from "Palestine in Peril. The Observer.
- Garstang, John; Garstang, John B. E. The Story of Jericho (англ.). — London: Hodder & Stoughton[англ.], 1940.
- Garstang, John; Garstang, Hetty. A Conspectus of Early Cilician Pottery (англ.) // American Journal of Archaeology[англ.] : journal. — 1947. — October (vol. LI, no. 4). — P. 370—388.
- Garstang, John. Traveller's Quest // Original Contributions towards a Philosophy of Travel (англ.) / Michael, M. A.. — William Hodge and Co. Ltd, 1950.
- Garstang, John. Prehistoric Mersin, Yümük Tepe in Southern Turkey: the Neilson Expedition in Cilicia (англ.). — London: Oxford at the Clarendon Press, 1953.
- Garstang, John; Gurney, O. R. The Geography of the Hittite Empire (англ.). — London: British Institute of Archaeology at Ankara, 1959. — Vol. Occasional publications of the British Institute of Archaeology at Ankara, iss. 5.

В Ливерпульском музее Барбара Адамс нашла неопубликованные работы Джона Гарстанга, которые многие годы документировала и выпустила тома «The Fort Cemetery At Hierakonpolis» (1984 год) и «Ancient Nekhen» (1990 и 1995 годы).